# Bart Vuijk
Bart Vuijk (1966) is een Nederlandse onderzoeksjournalist en schrijver uit Uitgeest. 

## Journalist
Aan de Hogeschool van Utrecht studeerde Vuijk in 1991 af met de specialisatie Radioverslaggeving en Buitenlandverslaggeving. 
De eerste tijd werkte hij als verslaggever, waarnemend chef redactie, ombudsman en verslaggever voor het Dagblad van Almere en De Gooi- en Eemlander. Ook was hij journalist, eindredacteur en blogger bij het Amsterdamse All About Phones en schreef voor GGZ Totaal, FWD Magazine, Xingo, Tablets Magazine, Wearables Magazine, Smart Home Magazine en Homecinema Magazine. Sinds zijn afstuderen werkt Vuijk voor HDC Media.

## Erkenning
Vuijk werd beloond met De Tegel 2021 voor zijn onderzoeksverhalen rond Tata Steel in de categorie 'Regio/Lokaal'. Voor het Noordhollands Dagblad volgde hij sinds 2018 het staalbedrijf Tata Steel op de voet en onthulde daarbij meerdere misstanden. Zo bleek bijvoorbeeld de naam Tata Steel uit een GGD-rapport te zijn geschrapt. Volgens de jury legde Vuijk in zijn artikelen de spanning bloot tussen burgers en overheid..

## Prijs
- 2021 en 2024 – De Tegel